# هم، ویلتشر
هم (به انگلیسی: Ham) یک روستا و محله مدنی در بریتانیا است که در ویلتشر واقع شده‌است. هم ۱۶۱ نفر جمعیت دارد.